# Cantone di Bonneville
Il Cantone di Bonneville è un cantone francese dell'arrondissement di Bonneville.
A seguito della riforma approvata con decreto del 13 febbraio 2014, che ha avuto attuazione dopo le elezioni dipartimentali del 2015, è passato da 13 a 20 comuni.

## Composizione
I 13 comuni facenti parte prima della riforma del 2014 erano:
- Ayse
- Bonneville
- Brizon
- Contamine-sur-Arve
- Entremont
- Faucigny
- Marignier
- Mont-Saxonnex
- Peillonnex
- Le Petit-Bornand-les-Glières
- Thyez
- Vougy
- Marcellaz-en-Faucigny

Dal 2015 i comuni appartenenti al cantone sono i seguenti 20:
- Arenthon
- Ayse
- Bonneville
- Brizon
- Contamine-sur-Arve
- Faucigny
- Fillinges
- Marcellaz-en-Faucigny
- Marignier
- Mégevette
- Onnion
- Peillonnex
- Le Petit-Bornand-les-Glières
- Saint-Jean-de-Tholome
- Saint-Jeoire-en-Faucigny
- Saint-Pierre-en-Faucigny
- La Tour
- Ville-en-Sallaz
- Viuz-en-Sallaz
- Vougy